# 包金銀
包金銀（つつみきんぎん）とは、江戸時代に江戸幕府への上納や公用取引のために所定の形式の紙を用いて包装・封印された金貨・銀貨のこと。
正しい形式に則って包装・封印された包金銀は開封される事なく所定の金額の金貨・銀貨として通用した。これは悪質な貨幣が混入する事を防ぐとともに、中身の確認の手間を省く効果があった。

## 概要
包装・封印は金座および銀座で行われる事になっており、それぞれの代表的な責任者であった後藤庄三郎および大黒常是により、後藤包・常是包と呼ばれた。
金貨である後藤包には表に金高を書き、裏には上納者の姓名（武士であれば禄高も）記載する事になっていた。小判の場合は100枚を包封した百両包が一般的であった。
一方、銀貨を扱う常是包は、当時の銀貨が秤量貨幣であってその大きさも質量も不定であった。銀貨の場合は丁銀に小玉銀を掛け足して、恩賞、贈答用には43匁を一枚とする枚数を、取引による支払いを前提に御金蔵に収める場合は500目単位で包装・封印され、表に銀高（銀○枚もしくは銀500目）、裏に記名と封印が施され、ともに表裏に正確さを証明する複数の宝印を捺印した。
後に南鐐二朱銀の導入によって銀貨の計数貨幣化が進行するとより簡単な銀座包なども登場する。一分銀および一朱銀では二十五両包が一般的であった。
この他に有力な両替商が便宜のために同様の包装・封印を行って一般に流通させる場合があり、これを仲間包あるいは通包と呼んだ。三井家に代表される幕府御用商級の両替商が包装・封印した仲間包（通包）は社会的信用も高く、民間では幕府の包金銀と同様に扱われ、密封のまま流通されていた。また中小の両替商（銭両替）が包封した町包も多数作成された。現存する包金銀の資料は大部分が町包となっており、仲間包・常是包は僅かに現存しているが、後藤包は現存が確認されていない。
秤量銀貨による包銀には、丁銀を含むものの他、豆板銀のみによる「豆板包」もあり、また包金銀と同様に藩札を包んだ「藩札包」もあった。
「御仕置例類集」「長崎犯科帳」などにみえる判例によれば、包金銀に銅片などを入れた偽物は、「御定書」の偽金銀作りと同罪とされている。
包金銀に類似したものとして、大坂では、正貨節約のため、商人間の取引に際して、両替商が正貨との兌換を確約した上で銅を包んだ「通用金」が決済手段として使用されていた。

## 入目
幕府の御金蔵に収納される上納銀あるいは献上銀の包銀については、本目の他に入目（いりめ）を掛け足しておく定めであった。すなわち五百目包には500匁の本目の他に1匁の入目を加え、一枚包には43匁の本目の他に0.2匁の入目を加える慣わしであった。これは支払いのために包銀を切解き掛分ける際、掛不足を生じないように入目を入れておく定めであった。

## 包金銀の「封印切り」（開封）がタブーとされている理由

### 江戸時代当時
江戸時代当時、包金銀は包封者の信用力を背景として流通していたため、開封した場合には改めて秤量・真贋鑑定等を行う必要が生じた。かつ、開封して金貨・銀貨そのもの（裸金銀）として使用することは可能ではあったが、金座や銀座あるいは両替商に持参して開封依頼を行うなどの手続きを経ないと、贋金等が混入していた場合など、額面以下の正貨しか得られないというリスクを負うことになった。
また、包金銀は裸金銀以上に信用があった。具体的には、金貨・銀貨には贋造や盗削の危険が付きまとい、また摩滅や破損した貨幣は、一般需要性が低くなったり、両替商が実質価値に基づいて割り引くことがあったのに対し、包金銀は金座・銀座・両替商の保証に基づくため、包封後かなり年数が経過したものでも額面通り通用した。
それを端的に示す例として、近松門左衛門作の浄瑠璃「冥途の飛脚」における、大坂の金飛脚、亀屋忠兵衛が遊女梅川に入れ揚げ、身請けするために顧客から預かった包金の為替金を開封しようとするところを、友人の八右衛門が思いとどまらせようとしているという一節が挙げられる。忠兵衛は結局為替金三百両を開封し、最後には死罪となるが、近松は江戸中期、元禄の頃に実際に起こった事件を題材としてこの世話物を書き上げたと言われている。

### 現代
現代では、包金銀として現存しているものが少ないこともあり、包金銀を開封してしまうと、骨董的価値及び資料的価値を激減させてしまうことになるため、開封は江戸時代とは別な意味でタブーとされており、包金銀のまま後世に伝えるのがよいとされている。
例えば、日本銀行の所蔵品である二分金200枚による二分金百両包についても、内容については実際に開封するのではなく、量目から万延二分金と推定するに留めている。